# Urara Takano
Pour les articles homonymes, voir Takano.
Urara Takano (高乃 麗, Takano Urara), de son vrai nom Hisako Takayama (高山 久子, Takayama Hisako), née le 16 août 1961 à Chiba, est une seiyū (doubleuse) japonaise. Elle travaille chez Remax, mais fit ses débuts chez Ken Production.

## Doublages

### Téléfilms d'animation
- Animal Yokocho (Shimako Shima)
- Axis Powers Hetalia (Belarus)
- Bakusou Kyoudai Let's & Go!! (Ryou Takaba)
- Beyblade (Kai Hiwatari)
- Captain Tsubasa Road to 2002 (Ryou Ishizaki)
- Diamond Daydreams (Shoko Saibara)
- Grander Musashi (Musashi Kazama)
- Hunter × Hunter (Irumi)
- Jang Geum's Dream (Yoon Yeong Ro)
- Konjiki no Gash Bell!! (Zeon)
- Macross 7 (Veffidas Feaze, Hojo Akiko)
- Mahoujin Guru Guru (Gipple)
- Moomin (Flora)
- Nekketsu Saikyo Gozaurer (Kenichi Minesaki)
- Oh My Goddess! (Marller)
- Paradise Kiss (Risa)
- Pokémon (Raichu)
- Saber Marionette (Tiger)
- Sakura Wars (Maria Tachibana)
- Simoun (Wauf)
- Tiny Toons (Montana Max)
- Les Supers Nanas (The Powerpuff Girls) (Miss Sara Bellum)
- Turn A Gundam (Cancer Kafuka)
- Yu-Gi-Oh! (Insector Haga)
- YuYu Hakusho (Kaisei Sato)

### OVA
- Bubblegum Crisis (Kate)
- Final Fantasy: Legend of the Crystals (Rouge's subordinate)
- One Piece OVA (Monkey D. Luffy)
- Saber Marionette R (Edge)

### Jeux vidéo
- Cyberbots: Fullmetal Madness (Mary Miyabi)
- Gunparade March (en) (Kaori Tashiro)
- James Bond 007: Everything or Nothing (Serena St. Germaine)
- Super Robot Wars (Rejiane)
- Sonic Shuffle (Void)
- Valkyrie Profile (Jayle, Iseria Queen, Belinas's wife)

### Doublages
- Ally McBeal (Elaine Vassal)
- Cold Mountain (Ruby)
- Malcolm (Lois)
- Monstres et Cie (Celia)
- Nikita (Nikita)
- Couacs en vrac (Quack Pack) (Dewey)
- Spy Kids (Ingrid)
- Sue Thomas, l'œil du FBI (Lucy)
- Taxi series (Petra)
- Team America: World Police (Sara)
- The Land Before Time series (Petrie's Mom)
- V.I.P. (Nikki Franco)